# Hormoschista orba
Hormoschista orba là một loài bướm đêm trong họ Erebidae.